# Alfred Leete

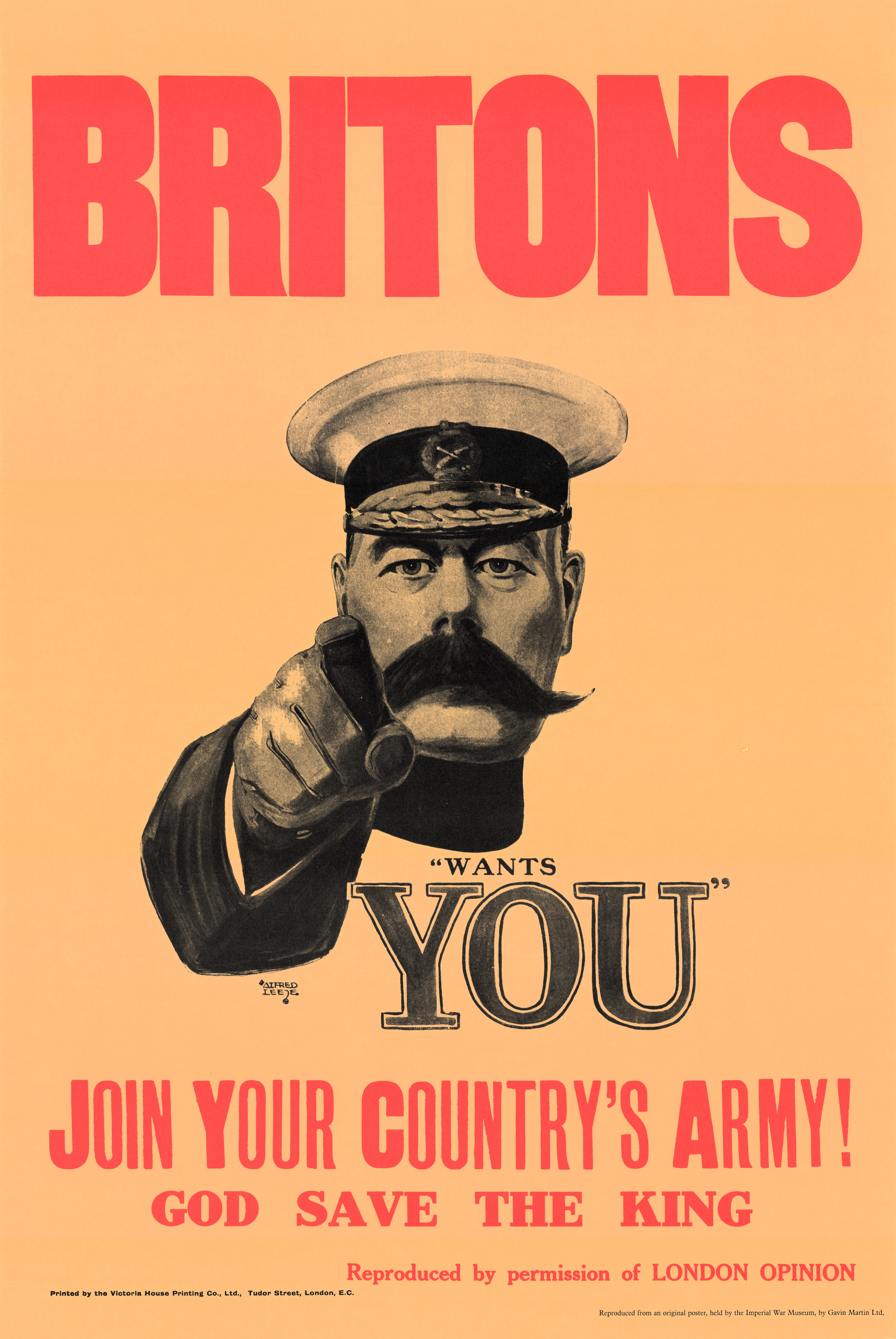
Il poster di reclutamento militare Lord Kitchener Wants You realizzato da Leete nel 1914

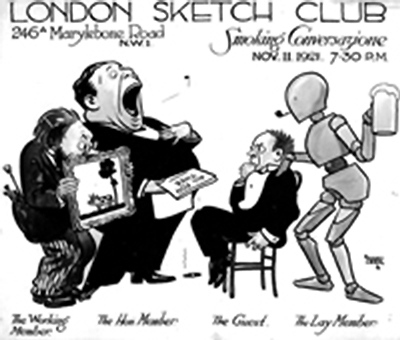
Un'illustrazione pubblicitaria realizzata da Leete per il London Sketch Club, datata 11 novembre 1921.

Alfred Ambrose Chew Leete (Thorpe Achurch, 1882 – Pembroke Square, 1933) è stato un illustratore e grafico britannico.

## Biografia
Dopo aver studiato alla Kingsholme School e alla School of Science and Art (ora Weston College) a Weston-super-Mare, si trasferì a Londra nel 1899 per lavorare presso una tipografia.
La sua carriera come artista retribuito iniziò nel 1897, quando il Daily Graphic accettò uno dei suoi disegni. In seguito collaborò regolarmente per diverse riviste, tra cui Punch, Strand Magazine e Tatler. Come artista commerciale realizzò numerosi manifesti pubblicitari, soprattutto tra gli anni 1910 e gli anni 1920, per marchi come Rowntree's, Guinness e Bovril; in particolare, divenne molto nota la sua serie di pubblicità per la Underground Electric Railways Company (ovvero la metropolitana di Londra).
Durante la prima guerra mondiale lavorò come propagandista in tempo di guerra. In quel periodo realizzò il poster per il quale divenne famoso e che venne imitato in altre parti del mondo, denominato Lord Kitchener Wants You: in questo poster, pubblicato per la prima volta sulla copertina del settimanale London Opinion il 5 settembre 1914, Leete, ispirandosi ad una fotografia realizzata da Alexander Bassano, raffigurò Horatio Herbert Kitchener, I conte Kitchener con il dito indice che punta verso l'osservatore e lo invita ad arruolarsi nell'esercito britannico. Sempre nello stesso periodo, Leete disegnò anche due fumetti, Schmidt the Spy e The Bosch Book, che ridicolizzavano l'esercito imperiale tedesco.
Leete morì di convulsioni, in seguito ad un attacco di cuore, nella sua casa di Pembroke Square nel 1933. Aveva sofferto di pressione alta e problemi cardiaci e si era ammalato tre settimane prima in Italia: il Rome Express su cui viaggiava fu fermato a Genova per consentirgli di ritornare in Inghilterra.
Nel 2004 le sue opere vennero esposte nella sua nativa Weston al Weston Museum.